# Ribeirão Preto
Ribeirão Preto je město v Brazílii, které leží v severovýchodní části státu São Paulo v brazilském Jihovýchodním regionu. V roce 2022 zde žilo přibližně 699 tisíc obyvatel. Je osmou nejlidnatější obcí ve státě. Leží 313 kilometrů od São Paula a 706 kilometrů od Brasílie v nadmořské výšce asi 527 m n. m. Vzniklo v roce 1856 jako významné centrum zemědělství regionu, v průběhu 20. století se však postupně přeměnilo na průmyslové město se specializacemi mj. na biotechnologie a bioenergie. Asi 64 % obyvatel tvoří běloši, 27 % míšenci, 8 % černoši a 1 % Asiaté. Město obsluhuje Letiště Leite Lopes a jsou zde dva fotbalové stadiony. 